# Симге Тертемиз
Симге Тертемиз (на турски: Simge Tertemiz) е турска актриса и модел.

## Биография
Симге Тертемиз е родена на 9 септември 1988 година в град Искендерун, Турция, в семейство на три деца. Следва в Анадолския университет в Ескишехир. През 2002 година става победител в конкурса „Най-добър модел на Турция“. През 2004 година в конкурса „Най-добър модел на света“ печели четвърто място.

## Филмография
| Година | Филм                  | Роля          |        |
| ------ | --------------------- | ------------- | ------ |
| 2007   | Çılgın Dersane Kampta | Гамзе         |        |
| 2007   | Çılgın Dersane        | Гамзе         |        |
| 2010   | Gecekondu             | Кендиси       |        |
| 2010   | Türk Malı             | Конук Ойунджу | Сериал |